# 横浜市主要地方道85号鶴見駅三ツ沢線

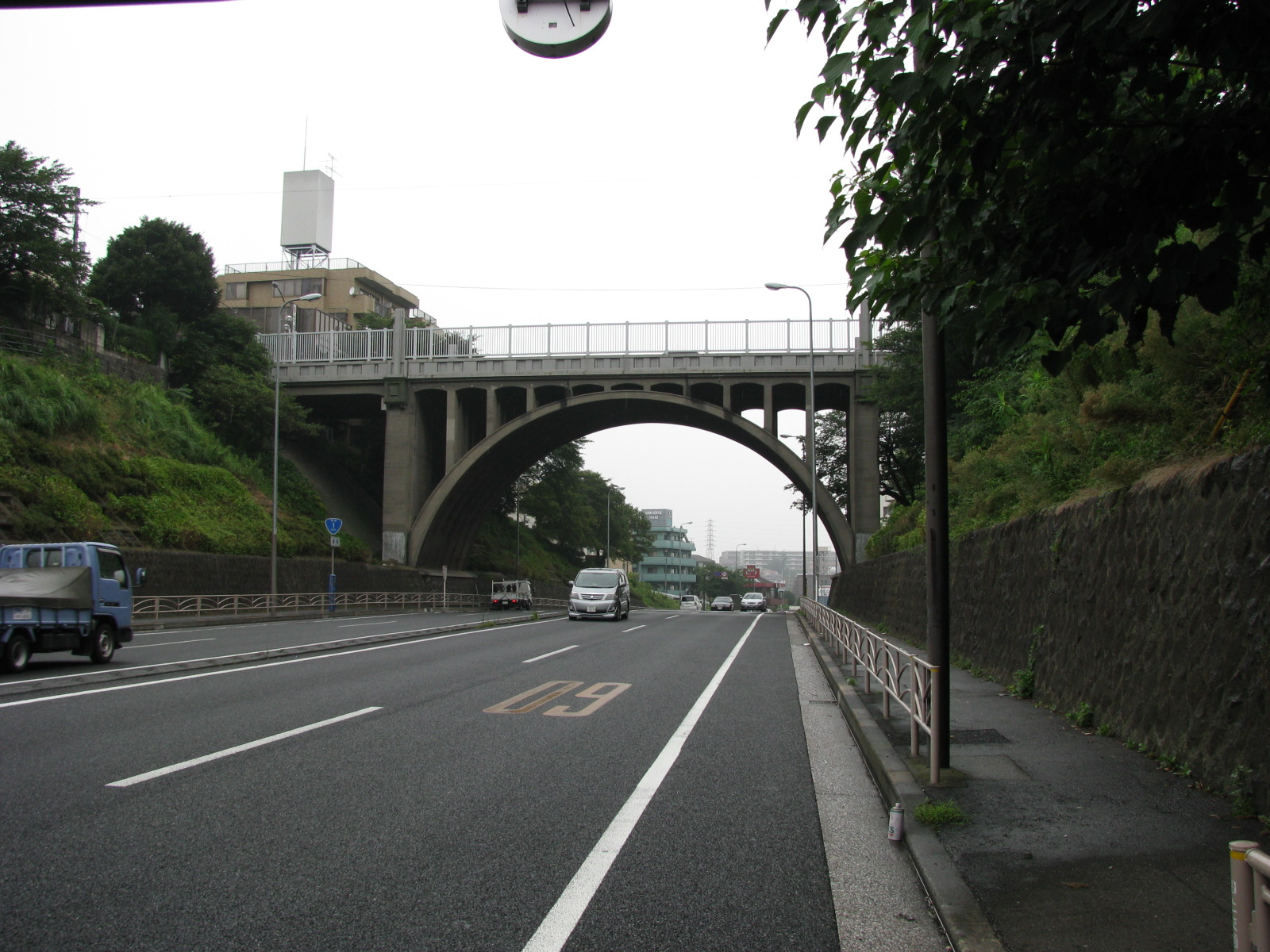
国道1号（第二京浜）から市道85号線響橋を望む

横浜市主要地方道85号鶴見駅三ツ沢線（よこはまししゅようちほうどう85ごう つるみえきみつざわせん）は、横浜市鶴見区鶴見駅西口から神奈川区片倉に至る、政令指定都市の市道であり、主要地方道に指定されている。

## 概要
- 起点：神奈川県横浜市鶴見区豊岡町（鶴見駅西口）
- 終点：神奈川県横浜市神奈川区片倉（片倉町入口交差点）
- Google マップ

## 路線状況

### 通称

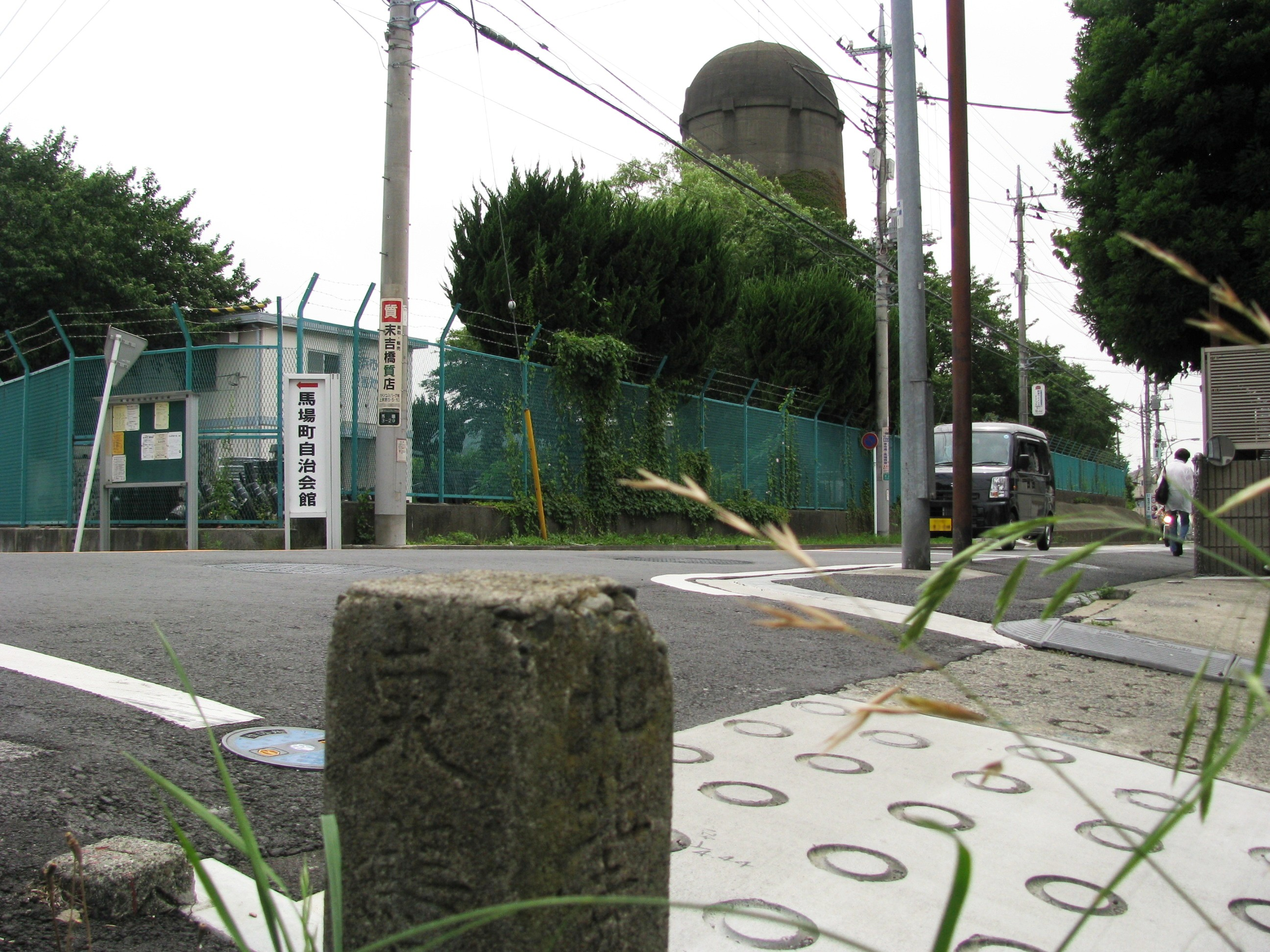
水道道の途中から見える鶴見配水池の配水塔

- 鶴見獅子ヶ谷通り（鶴見区・西口バスターミナル交差点 - 鶴見区・響橋交差点）
- 水道道（鶴見区・響橋交差点 - 神奈川区・下耕地交差点）
- 新横浜通り（神奈川区・下耕地交差点 - 神奈川区・片倉町入口交差点）

### 重複区間
- 神奈川県道111号大田神奈川線（神奈川区・内路交差点 - 神奈川区・松見町交差点）

### 橋梁
- 響橋

## 地理

### 通過する自治体
- 横浜市（鶴見区 - 神奈川区 - 港北区）

### 交差する道路
- 国道1号 / 第二京浜（鶴見区・響橋）：接続なし
- 鶴見獅子ヶ谷通り（鶴見区・響橋交差点）
- 神奈川県道111号大田神奈川線（神奈川区・内路交差点）
- 神奈川県道111号大田神奈川線（神奈川区・松見町交差点）
- 神奈川県道2号東京丸子横浜線 / 綱島街道（神奈川区 / 港北区・港北小入口交差点）
- 神奈川県道12号横浜上麻生線 / 横浜上麻生道路（神奈川区 / 港北区・西岸根交差点）
- 新横浜通り（神奈川区・下耕地交差点）
- 神奈川県道13号横浜生田線 / 新横浜通り（神奈川区・片倉町入口交差点）